# St. Petersburg (Pennsilvània)
St. Petersburg és una població dels Estats Units a l'estat de Pennsilvània. Segons el cens del 2000 tenia 405 habitants.

## Demografia
Segons el cens del 2000, St. Petersburg tenia 405 habitants, 164 habitatges, i 115 famílies. La densitat de població era de 459,9 habitants/km².
Dels 164 habitatges en un 31,7% hi vivien nens de menys de 18 anys, en un 55,5% hi vivien parelles casades, en un 10,4% dones solteres, i en un 29,3% no eren unitats familiars. En el 27,4% dels habitatges hi vivien persones soles l'11,6% de les quals corresponia a persones de 65 anys o més que vivien soles. El nombre mitjà de persones vivint en cada habitatge era de 2,47 i el nombre mitjà de persones que vivien en cada família era de 2,97.
Per edats la població es repartia de la següent manera: un 26,9% tenia menys de 18 anys, un 6,9% entre 18 i 24, un 27,4% entre 25 i 44, un 25,9% de 45 a 60 i un 12,8% 65 anys o més.
L'edat mediana era de 38 anys. Per cada 100 dones de 18 o més anys hi havia 101,4 homes.
La renda mediana per habitatge era de 30.083$ i la renda mediana per família de 33.333$. Els homes tenien una renda mediana de 30.000$ mentre que les dones 16.875$. La renda per capita de la població era de 14.703$. Entorn del 8,7% de les famílies i l'11% de la població estaven per davall del llindar de pobresa.

## Poblacions més properes
El següent diagrama mostra les poblacions més properes.